# گویش بروجردی
گویش بروجردی گویش رایج مردم شهر بروجرد و مناطق پیرامون آن است. این گویش هم سطح با گویش ثلاثی رایج در شمال شرقی استان لرستان و شهرستان بروجرد، جنوب شرق همدان، جنوب استان مرکزی  است.این گویش به طور گسترده در شهرستان شازندو در برخی از روستاهای شهرستان‌های ملایر،دورود رایج است.تعداد گویشوران این زبان لری حدود دو میلیون نفر می‌باشد.

## وابستگی زبانی
فهرست لینگوییست و اتنولوگ گویش بروجردی را گویشی از لری شمالی معرفی می‌کنند. دانشنامه ایرانیکا در توصیف شاخه‌های شمالی لری، از بروجرد، به عنوان یکی از مراکز مهم گویش‌های لری شمالی یاد کرده‌است. امان الهی بهاروند بروجردی را از گویش‌های لری غربی می‌داند. اریک جان آنونبی لری را به سه زبان لرستانی، بختیاری و لری جنوبی تقسیم می‌کند و بروجردی را در کنار خرم‌آبادی، نهاوندی، لری اندیمشک و گویش‌های روستایی در زمره گویش‌های زبان لرستانی می‌داند که با هم مشابهت واژگانی دارند. استانداری استان مرکزی از این گویش را لری بروجردی و هم خانواده با سایر گویش های لری شمالی همانند ملایری  و بروجردی ذکر می کند.علی حصوری این گویش را از گویش های زبان لری معرفی می کند. بر اساس تحقیقات نشریه مطالعات زبان ها و گویش های غرب ایران گویش بروجردی یکی از گویش های زبان لری است.
اریک آنونبی دلیل مشابهت واژگانی این زبان‌ها با فارسی را به دلیل قرض‌گیری واژه‌ای می‌داند. لغت‌نامه دهخدا زبان ساکنان شهرستان بروجرد را فارسی لری دانسته دانشنامه جهان اسلام نیز گویش مردم بروجرد را فارسی با لهجه بروجردی عنوان کرده‌است. در دانشنامه بروجرد ذکر شده که مردم بروجرد به زبان فارسی با لهجه بروجردی سخن می‌گویند. همچنین در «تذکره حزین» در خصوص گویش مردم بروجرد چنین آمده‌است:
مردم صدهزار نفری این شهرستان دارای لهجه و زبان مخصوصی هستند که شعبه‌ای از فرس باستان است و هنگامی که با لهجه خود سخن نگویند گفت و شنودشان عین عبارت کتاب است.
احمد اسفندیاری ویژگی‌های زبانی گویش بروجردی به گونه‌ای است که آن تبدیل به یک گویش مستقل و هم ارز با گویش‌های رایج در غرب ایران مثل فارسی اراکی، فارسی همدانی، لری، لکی و کردی می‌کند. وی در مقدمه کتاب «گویش بروجردی» به صراحت بیان می‌دارد که گویش بروجردی نه لهجه‌ای از فارسی امروزی و نه شاخه‌ای از لری است، بلکه گویشی مستقل و هم ارز با لری، لکی و لهجه‌های فارسی اطراف است که ریشه در فارسی میانه و به ویژه زبان پهلوی دارد. ریشه زبانهای ایرانی، لری-بختیاری و سایر گویش‌های زبان لری مانند زبان فارسی به پارسی میانه و از طریق پارسی میانه به پارسی باستان برمی‌گردد.

همچنین به عقیده ایران کلباسی محقق زبان‌های ایرانی، گویش بروجردی جزو گویش‌های مرکزی و از دسته شمال غربی زبان‌های ایرانی است که بعد از لهجه‌های (فارسی) شیرازی، اصفهانی، یزدی، کرمانی و مشهدی، یکی از نزدیکترین گویش‌ها به فارسی است.
از سوی دیگر در لغت‌نامه دهخدا اشاره‌ای به گویش مردم شهر بروجرد نشده‌است، اما در زیر مدخل شهرستان بروجرد آمده‌است: 
زبان مادری سکنه شهرستان[بروجرد] فارسی لری و مذهب عموم مسلمانان شیعه اثناعشری است.

## سطح زبانی
بنا بر فهرست لینگوییست، گویش بروجردی از گویش‌های لری شمالی است. ایران کلباسی از زبان مردم بروجرد با عنوان گویش بروجردی نام برده‌است که به این ترتیب سطح آن را در حد یک گویش تعیین می‌کند. دانشنامه اسلامی نیز بروجردی را یک لهجه در نظر گرفته‌اند که سطحی محدودتر از گویش است.

## ویژگی‌ها

### مختصات آوایی
گویش بروجردی دارای انعطاف‌پذیری در مواجهه با واژگان جدید یا سنگین است و آن‌ها را به واژگان ساده‌تر از نظر ادا تبدیل می‌کند. اسفندیاری در کتاب «گویش بروجردی»، مختصات آوایی گویش بروجردی را به چند گروه تقسیم دمش، کشش، خیشومی وهمخوان غلتان مهمترین آنهاست (ص. ۷–۱۰).
- دمش: برخی کلمات در گویش بروجردی دارای حروفی هستند که در آن کلمه با دمش بیشتر هوا ادا می‌شوند. برای نمونه پُلو در این گویش پِلِو pheLəw گفته می‌شود. (h در اینجا نشانه دمش است و تلفظ نمی‌شود). دمش بیشتر وابسته به چگونگی استفاده از آن واژه است چرا که مثلاً در مورد واژه تُف، حرف ت در حالت عادی با دمش کم و در حالت داد زدن با دمش زیاد ادا می‌شود.
- کشش: برخی واکه هاو همخوانها در این گویش به صورت تشدید یا تکرار بیان می‌شوند که کشیدگی در آن واکه ایجاد می‌کند. میزان کشیدگی بسته به معنا و شرایط استفاده از واژه دارد. برای نمونه، میزان کشش فتحه a بر روی حرف «ن» در سه واژه نَرَه (ندارد)، نَرَه (نرود) و نَرَه (نَر است) متفاوت است و به این ترتیب سه معنای متفاوت از آن برداشت می‌شود.
- خیشومی: دو حرف «م» و «ن» در برخی واژه‌ها با عبور هوا از بینی به صورت خیشومی یا غُنّه بیان می‌شوند. ن در انگور æņgűr و ن و م در مِنگِو ɱ̩eņgew (ماده گاو) خیشومی ادا می‌شوند.
- همخوان غلتان: «ر» در حالت عادی شبیه فارسی بیان می‌شود ولی در برخی واژه‌ها با تُک زبان به صورت محسوسی غلتیده می‌شود. مثلاً در واژه سَر، حرف «ر» سریع و در سِر ˘ser (راز/بی‌حس) به صورت غطلیدن نوک زبان کشیده می‌شود.
- در گویش بروجردی علاوه بر دو مصوت ای (نمونه: بیل، ریخت، بیا) i و او u (نمونه: روز، ملوس)، مصوت خاصی نیز وجود دارد که بین i و u قرار می‌گیرد و با ũ نمایش داده می‌شود. برای ادای آن لبها گرد می‌شود و زبان پشت لثه پائین می‌چسبد (شبیه حالت سوت زدن). واکه ũ در زبان فرانسه به‌طور گسترده مثلاً در rũvre (کوچه) و در آلمانی در واژه‌هایی چون schũler (دانش آموز) عیناً به همین ترتیب ادا می‌شود. نمونه کاربرد ũ در گویش بروجردی در واژه مو (گیسو) قابل بررسی است که در فارسی mu، در لری mi و در بروجردی به صورت mũ بیان می‌شود. نمونه دیگر پونه است که در لری به صورت pinæ و در بروجردی pũnæ بیان می‌شود که حد واسط فارسی و لری است.
- واو مجهول: در فارسی واکه مرکّب ei=ey در واژگانی چون دی و نی وجود دارد که در بروجردی نیز عیناً به همین شکل ادا می‌شوند. اما واکه مرکّب فارسی ou=ow در واژگانی مانند جور (ستم)، نو (تازه) و دوران در فارسی به صورت eu=ow بیان می‌شود: جِور (jeur)، نِو(neu) و دِوران (deu'ran)[۲۰] (ص. ۷–۱۰).

## ابدال
در گویش بروجردی، حروف همخوان که مخرج نزدیکی دارد گاه به جای یکدیگر به کار می‌روند. برای مثال تبدیل حرف ت/ط به د در گویش بروجردی زیاد دیده می‌شود: افدار (افطار)، مُفد (مفت)، دُشَک (تشک). همچنین حالت برعکس آن نیز مشاهده می‌شود: گَرت (گرد=غبار)، کوت (کود). دیگر انواع رایج ابدال در این گویش عبارتند از:
تبدیل د به ی بعد از واکه‌ها (مصوت‌ها) نیز زیاد دیده می‌شود: بایِم (بادام)، خویِم (خودم)، دی یِم (دیدم)، خری یه (خریدن/خریده).
تبدیل گ به ی: مَیَز (مگس)، مَیَر (مگر)، وُریَرد (برگرد)
تبدیل نب به م: امّار (انبار)، تماکو (تنباکو)، دُمَّه (دنبه).
تبدیل ج به ش قبل از ت در میانه واژه: مشتهد (مجتهد)، مشتبی (مجتبی)
تبدیل ز به ج: مِوج (مویز)، لیج (لیز)
تبدیل ب به و: وا (با)، و از (باز)، کواو (کباب)، وَوا (وبا)، کتاو (کتاب)، خَوَر (خبر).
تبدیل ب به و (واو مجهول خاص گویش بروجردی): اِو (آب)، شِو (شب)، افتِو (آفتاب)
تبدیل ف به و: گوسوَن (گوسفند)، نصوَه (نصفه).
تبدیل ف به و (واو مجهول خاص گویش بروجردی): اِوسار (افسار)
تبدیل ر به ل: بلگ (برگ)، سولاخ (سوراخ)، خلوار (خروار)، زَهلَه (زَهره)
تبدیل ان و بان در انتهای کلمات به نگ: نَردُنگ (نردبان)، اُسُخُنگ (استخوان).
موارد خاص دیگری نیز در این گویش دیده می‌شود که تبدیل چی/چه به شی و تبدیل سوت به شوت نمونه‌هایی از آن است.

### ساختار افعال
برخی افعال در گویش بروجردی با افزودن الف مکسور به اول فعل آغاز می‌شوند. مانند:
اِشناختن = شناختن
اِشنفتن = شنفتن
اِشکسن = شکستن
اِشکاندن = شکاندن
برخی افعال در گویش بروجردی از سّه (استن) بحای (یدن/یده) برای ساخت حالت گذشته یا نقلی استفاده می‌کنند. برای مثال پوسسَّه (پوسیدن/پوسیده)، بُرسَّه (بریدن/بریده) و افعالی چون دِرِّس (دریده شد)، فَهمِسِم (فهمیدم)، رَسِسی (رسیدی) از آن جمله‌اند.

## واژگان
گویش بروجردی دارای واژه‌هایی از دوره‌های کهن است:
ایواره = غروب
مِهرآو/مهرآوه(merav) = جای رختخواب.
فهرست زیر برخی واژگان فارسی و برابر آن‌ها را در گویش‌ها و لهجه‌های رایج در استان‌های غرب ایران در ناحیه زاگرس نشان می‌دهد
| فارسی         | بروجردی      | خرم‌آبادی        | کلهری         | لکی          | سورانی        | کورمانجی          | هورامی |
| ------------- | ------------ | --------------- | ------------- | ------------ | ------------- | ----------------- | ------ |
| آب            | اِو           | آو، اُوْ          | ئاو           | ئاو          | ئاو           | av                | -      |
| باران         | بارو         | بارو            | واران         | واران، وه شت | باران، وه رشت | baran             | واران  |
| چشم           | چِش           | چَش یا تیئه      | چاو           | چه م         | چاو           | chav              | چه م   |
| اینجا         | اینجِه، اینجُ  | ایچه، ایلا      | ئێره/لێرە     | ئێره         | ئێره/لێرە     | li vê derê        | -      |
| فراوان        | فراوون       | فره             | فره           | فره          | زۆر           | zor,pir,gelek,zaf | فره    |
| داماد         | داماد        | دوما            | زاوا          | زوما         | زاوا          | zava, zaba        | -      |
| رهگذر         | رهگذر        | رهگوذر          | ڒێویار/ڕێبوار | ڒێویار       | ڕێبوار        | rêwî              | -      |
| اتاق          | اتاق         | اتاق، تو، تویی  | دێ            | دێ           | دێ، ژوور      | jûr, oda, olî     | -      |
| خانه          | خونه         | هونه، ماڵ       | ماڵ           | ماڵ          | ماڵ، خانوو    | mal, xanî         | -      |
| با            | وا، واردِ     | وا              | گه رد/وەل     | گه رد        | گه ڵ/تەک      | gel               | -      |
| بچه           | بَچَه          | بچه             | مناڵ          | ئایل         | منداڵ/مناڵ    | zarok             | -      |
| کلیه          | کلیه، گُردالَه | گورداڵه         | گوڕچگ         | گورداڵه      | گوڕچیلە       | gurchik           | -      |
| سهم، بخش      | سهم          | به ش            | به ش          | به ش         | به ش          | besh              | -      |
| نَمک           | نَمک          | نِمک             | خووا          | خووا         | خووا          | xo                | -      |
| چیز           | شی، چی       | چـّی             | چێشت          | چـّێ          | شتێ           | tisht             | -      |
| روز           | روز، رو      | رو              | ڒووژ          | ڒووژ         | ڒۆژ           | roj               | ڒوژ    |
| شب            | شِو           | شِوُ              | شەو           | شو           | شەو           | shev              | -      |
| خوش           | خوش          | خوُش، هوش        | خوەش          | خوه ش        | خۆش           | xwosh             | وەش    |
| شما           | شما          | شِما             | ئیوه          | هومه         | ئێوه          | hûn               | شمه    |
| زن            | زن           | زَهّ ، زێنه       | ژن            | ژینه، ژن     | ژن            | jin               | -      |
| مرد           | مرد          | پیا             | پێا           | پێا          | پێا، مێرد     | mêr               | -      |
| پدر، بابا     | بابا، بوئَه   | بُووَه            | باوگ          | باوه         | باب/باوک      | bav               | -      |
| مادر          | نِنَه، مامان   | دا، دایَه، دالکه | داێگ/داڵگ     | دأ           | داێک، داێه    | dayîk             | -      |
| پسر           | پسر          | کُر              | کور           | کور          | کور           | kur               | -      |
| دختر          | دُختَر         | دُختِر، دِت        | دۊت/کەنیشک    | دت، ئافره ت  | کچ، کەنیشک    | kech, dot         | -      |
| نفس           | نفس          | هناسه           | هەناس         | هناسێ        | هەناس         | bêhn, henase      | -      |
| غروب ، شامگاه | ایواره       | ایواره          | ئیوواره       | ئیوواره      | ئێوواره       | êvar              | -      |

## مثالها

### ضرب‌المثل
گویش بروجردی غنی از ضرب‌المثل‌های متعددی است که عمدتاً در آن‌ها از واژگان ساده مثل اسم گیاهان، حیوانات و مکانها استفاده می‌شود. نمونه‌هایی از ضرب‌المثل‌های بروجردی از کتاب «گزیده‌ای از ضرب‌المثلهای بروجردی» از این قرار است:
آیِمِ وِزَّه دو شام مُخورَه و هنی گُسنَشَه.
/ آدم طمع کار (یا وسواسی) دوبار شام می‌خورد و هنوز گرسنه است.
اَیَر تَما مَن و مَنونی، بَرو شویَر بَکُ بیوَه نَمونی!
/ اگر منتظر من و امثال منی، برو شوهر کن که بیوه نمانی!
اَ خر مِپُرسَه چارشَمَّه سیرو کِیَّه!
/ از خر می‌پرسد چهارشنبه سوری کی (چه زمانی) است!
اسم اِجبوجِش منیژَه خانِمَه
/ اسم شپشش منیژه خانمه.
/ کنایه از آدم پر فیس و افاده
اول بَجور جاتِه اوسِه بَل پاتِه
/ اول جایت را پیدا کن بعد پایت را بگذار
/ در انتباه به کسی که قصد خواستگاری از دختری با موقعیت برتر را دارد گفته می‌شود.
بَلگِ مو و گَیَه گِو
/ برگ مو و شکمبه گاو
/ در توصیف فردی پرخور که غذای مورد نظر سیرش نمی‌کند.
تِریاک مفت اَ عسل شیرین ترَه
/ تریاک مفت از عسل شیرین تر است
/ در مقام تحقیر فرد مفتخور که از تحمل ننگ مفتخواری ابایی ندارد.
حیا وِ چِشَه تو که چِش نَری
/ حیا به چشم است تو که چشم نداری
/ طعنه به فردی بی حیا که ادعای شرم و حیا می‌کند.
خر کوچوک و خرسولِ بزرگ!
/ خر کوچک و سرگین بزرگ!
/ کنایه به فردی حقیر بخواهد کار بزرگی کند.
دَسِ چربِته بَمال سر کچل خویِت!
/ (امثال و حکم): دستت چرب است بمال به سرت!
/ در مقام رفع مزاحمت از کسی که مدعی کمک است.
سنگ که سَوُک شد وا نُکِ پا مورَنِش دَمِ مُستراح
/ سنگ که سبک شد با نوک پا می برندش دم در مستراح
/ توصیه به سنگینی و رعایت شئونات
گوشت مِرَه سر دُمَه که دُمَه خو مِجُمَه
/ گوشت می‌رود سر دنبه (چرا) که دنبه خوب می‌جنبد
/ در توصیف این که ثروتمندان با هم ازدواج می‌کنند یا ثروتمندان دائماً به دارائی شان افزوده می‌شود.
مرگ وِرِه آیِمِ فقیر عروسیَه!
/ مرگ برای آدم فقیر عروسی است.
/ شرح حال کسی که فقر و درماندگی امانش را بریده‌است.
وِ حرف سِی کُلَه بارو نِمِوارَه!
/ با حرف سگ دم بریده باران نمی‌بارد! (امثال و حکم): به دعای گربه سیاه باران نمی‌بارد.
/ باید به نفرین دیگران بی اعتنا بود.
او که اَ صَحَو عزا بیشتر مِگورگَه خوو بَگورگَه/ آن که از صاحب عزا بیشتر گریه می‌کند، خون گریه میکند.(امثال و حکم ): کاسه داغ تر از آش
سِی که عَجلِش مِیَردَه نونِ چوپونِه مُخُرَه/ سگ وقتی دچار بخت برگشتگی می‌شود نان چوپان را می‌خورد/ این ضرب‌المثل رفتار کسی را نشان میده که حتی به ولی نعمت خود (چوپان) هم رحم نمی‌کند.

### شعر
نمونه شعر با گویش بروجردی از عبدالمحمد آیتی:
مَ اَ اَشکام وِرَت گوهر مِسازِم
وا مرجنگام گل و بُتَّش منازِم
دِ خمّ خونِ دل رنگش که کِردِم
گلوون مُکِنم نشونت منازِم
من از اشک‌هایم برایت گوهر می‌سازم
با مژه‌هایم بر آن گل و بته می‌اندازم
در خم خون دل وقتی که رنگش کردم
گلوبند می‌سازم و نامزدت می‌کنم